# Округ Самнер (Тенеси)
Округ Самнер (енгл. Sumner County) је округ у америчкој савезној држави Тенеси.

## Демографија
По попису из 2010. године број становника је 160.645, што је 30.196 (23,1%) становника више него 2000. године.
| Група             | 2000.           | 2010.           |
| Белци             | 118.221 (90,6%) | 139.693 (87,0%) |
| Афроамериканци    | 7.540 (5,8%)    | 10.311 (6,4%)   |
| Азијати           | 856 (0,7%)      | 1.638 (1,0%)    |
| Хиспаноамериканци | 2.291 (1,8%)    | 6.308 (3,9%)    |
| Укупно            | 130.449         | 160.645         |